# Arvid Gottfrid Virgin

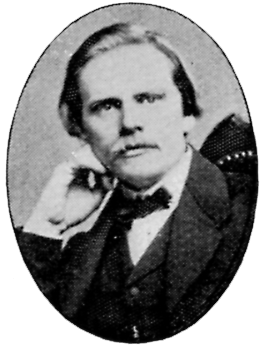
Virgin i Svenskt Porträttgalleri 1901.

Arvid Julius Gottfrid Virgin, född 9 juni 1831 i Visby stadsförsamling, död 30 april 1876 i Stockholm, var en svensk målare och tecknare. Han målade porträtt och genretavlor med allmoge i häradsdräkt, som Dalkulla i Nationalmuseum i Stockholm, samt dessutom landskap.

## Biografi
Virgin blev 1852 elev vid konstakademiens elementarskola där han studerade 1852–1859, han handleddes sedermera av Johan Christoffer Boklund och utsågs till agré vid akademien 1862. Bland Virgins elever märks Eva Bonnier.. Under åren 1862–1863 vistades han någon tid i utlandet bland annat i Paris och i Düsseldorf, och med Düsseldorfskolans konstriktning visade hans egen den närmaste frändskap. Hans genrebilder skildrar huvudsakligen idylliska scener ur allmogelivet: Söndagsmorgon i Sorunda, Helgdag i Rättvik, Brudklädsel i Mockfjärd med flera i ett sirligt och brokigt manér. Virgin medverkade ett flertal gånger i akademiens utställningar 1856–1875 samt i den nordiska industri- och konstutställningen i Köpenhamn 1872. Som porträttmålare utförde han ett flertal porträtt av kungafamiljens medlemmar. Som konservator och restauratör deltog han i arbeten på Stockholms slott 1864–1865 där han bland annat restaurerade två plafonder och nyskapade några dörröverstycken. Hans konst består av porträtt, interiörer, historiemålningar och folklivsskildringar. Virgin är representerad vid Nationalmuseum äger av hans hand en från kung Karl XV:s samling härstammande oljemålning, Rättvikskulla (1861) och han är även representerad vid Nordiska museet, Hallwylska museet och  Uppsala universitets porträtt- och tavelsamling.
Virgin var son till artillerikaptenen Johan Fredric Wirgin, född 12 februari 1788, död 22 januari 1863, bådadera i Göteborg, med maka Sofia Lovisa Crusell, född 30 september 1800 i Göteborg, död 21 april 1876 i Uppsala och från 1866 gift med Anna Severina Carolina Olivia Gelertsen. Virgin var kusins son till Christian Adolf Virgin. Han gifte sig den 1 november 1866 med Anna Severina Carolina Olivia Gelertsen, född 26 maj 1846, död 16 september 1884, bådadera i Stockholm.

## Verk (urval)

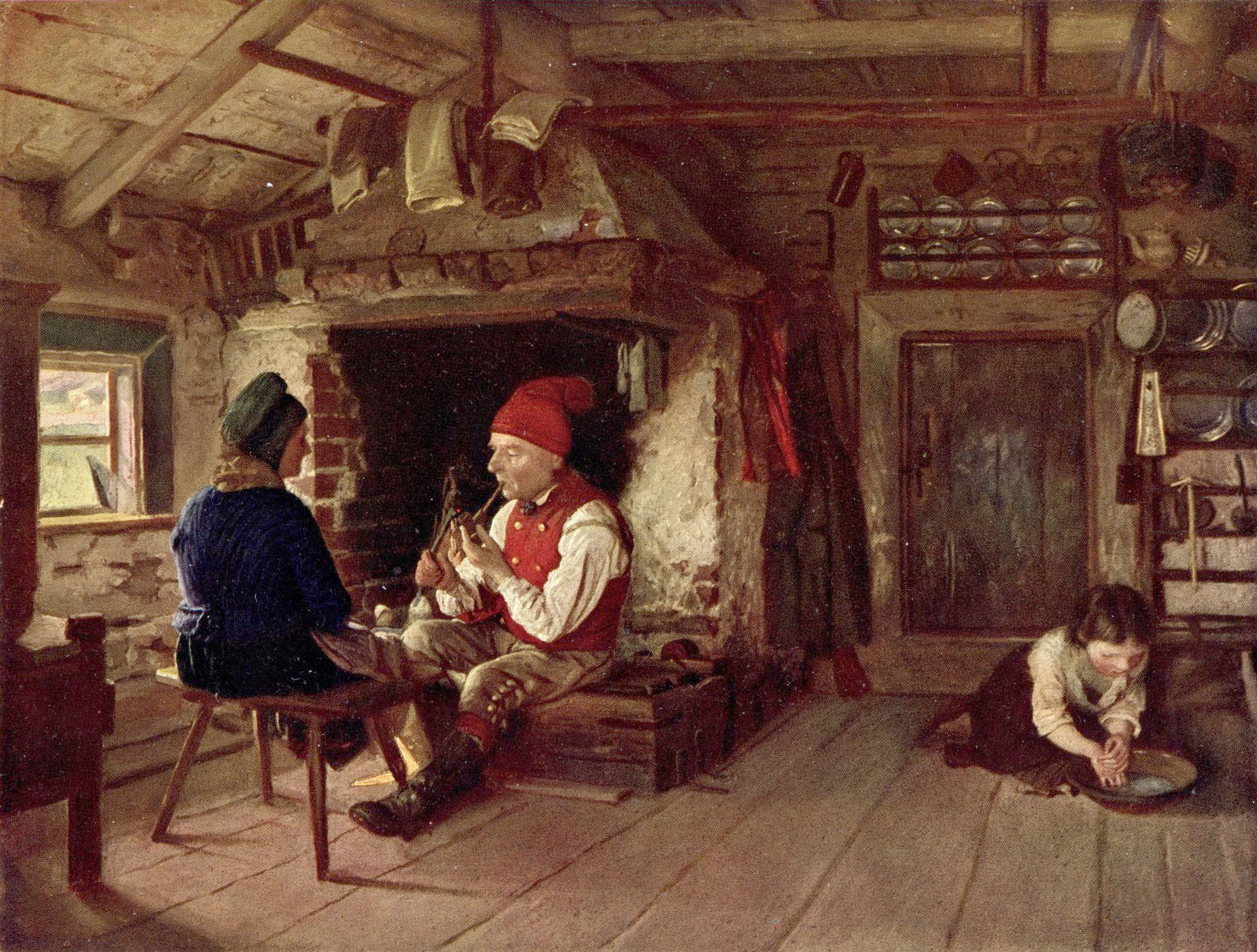
Stuginteriör från Sorunda socken.